# Annemarie Schimmel
Annemarie Schimmel, född 1922 i Erfurt, död 2003 i Bonn, var en tysk religionsvetare, iranist och en av världens ledande islamologer. Schimmel är författare till ett hundratal böcker om islam och dess mystiska dimension, sufismen.
Annemarie Schimmel disputerade i islams språk och civilisation vid Friedrich-Wilhelms-Universität i Berlin vid nitton års ålder. 1946 blev hon professor i arabiska och islamologi vid Marburgs universitet. Hon doktorerade en andra gång i religionshistoria 1954. En vändpunkt i hennes karriär kom 1954 när hon utsågs till professor i religionshistoria vid Ankaras universitet i Turkiet. Hon ägnade fem år åt att undervisa i islams mystiska tradition, sufismen, i Turkiet. 1967–1992 var hon verksam vid Harvard University, USA, och 1992 blev hon professor emerita i indisk-muslimsk kultur vid detta universitet. Hon utsågs även till hedersdoktor vid Bonns universitet. 1991–1992 inbjöds hon även att hålla de prestigefyllda Gifford-föreläsningarna i teologi.
Annmarie Schimmel fick ta emot flera utmärkelser, bland annat från Pakistans regering och Teherans universitet. En av de främsta utmärkelserna är Tyska bokhandelns fredspris som hon mottog 1995. 
Annmarie Schimmels böcker finns översatta till bland annat engelska, franska, spanska, arabiska, persiska, urdu, bengali och bosniska.

## Verk i urval
- As Through A Veil.
- And Muhammad Is His Messenger: The Veneration of the Prophet in Islamic Piety.
- A Dance of Sparks: Imagery of Fire in Ghalib's Poetry.
- A Two-Colored Brocade: The Imagery of Persian Poetry.
- Deciphering the Signs of God: A Phenomenological Approach to Islam.
- Gabriel's Wing: Study into the Religious Ideas of Sir Muhammad Iqbal.
- Mystical Dimensions of Islam.
- Rumi's World : The Life and Works of the Greatest Sufi Poet.
- Look! This Is Love.
- The Triumphal Sun: A Study of the Works of Jalaloddinn Rumi.
- Islam: An Introduction.
- Islamic Calligraphy.
- Make A Shield From Wisdom : Selected Verses from Nasir-i Khusraw's Divan.
- Ernst Trumpp;: A brief account of his life and work.
- The Mystery of Numbers.